# Distretto di Wanchaq
Il distretto di Wanchaq è uno degli otto distretti della provincia di Cusco, in Perù. Si trova nella regione di Cusco.